# الدعارة في المكسيك
الدعارة في المكسيك قانونية بموجب القانون الفيدرالي. تسن كل ولاية من الولايات الـ 31 قوانينها وسياساتها الخاصة بالبغاء. تسمح ثلاث عشرة ولاية من ولايات المكسيك بالبغاء وتنظمه. تعتبر الدعارة التي تنطوي على قاصرين تحت سن 18 عامًا غير قانونية.

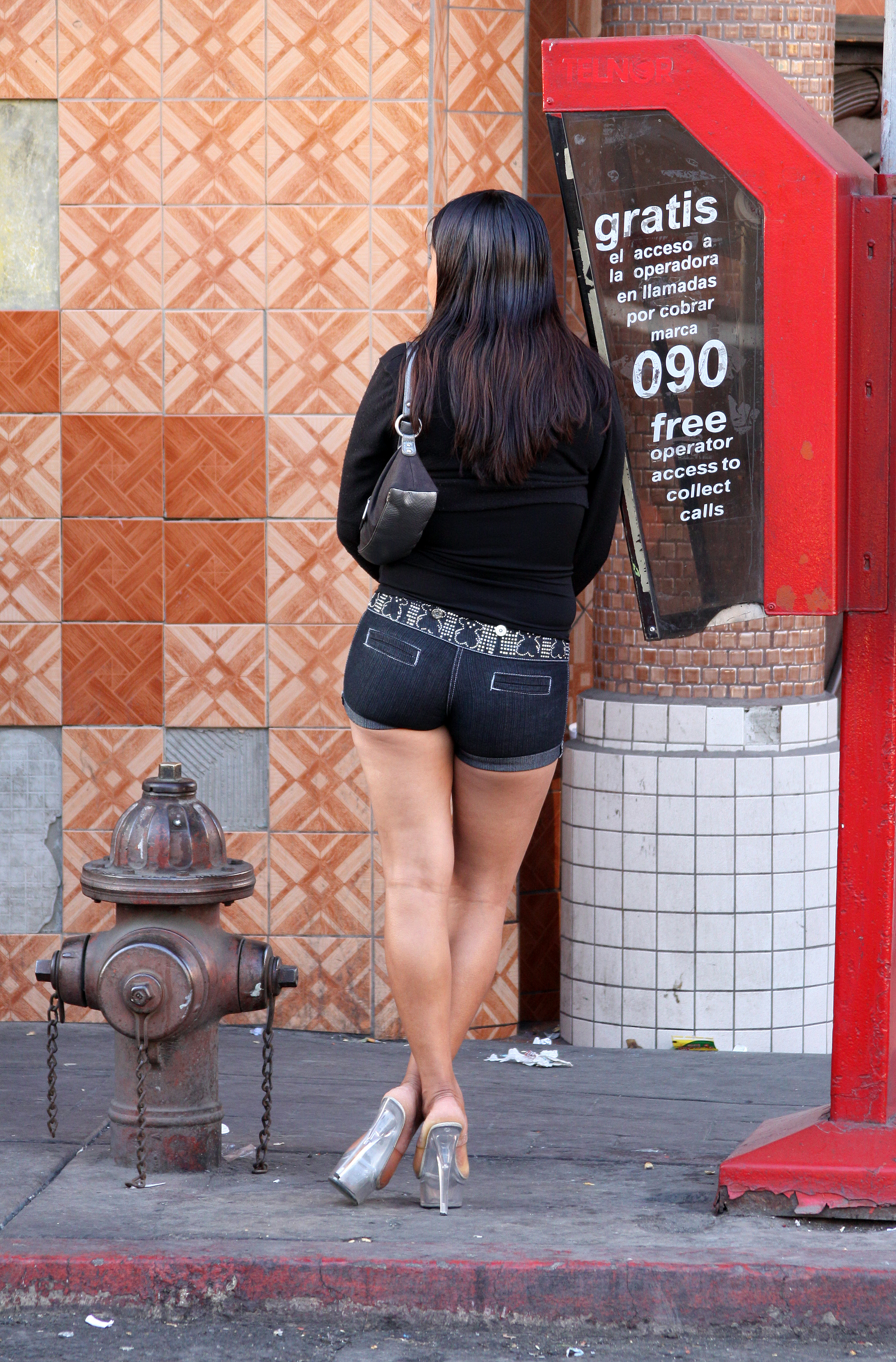
عاهرة شوارع في زونا نورتي، تيخوانا.

قدّر برنامج الأمم المتحدة المشترك لمكافحة الإيدز عدد البغايا في البلاد بـ 236,930 في عام 2016.